# Província de Zaporíjia
La província de Zaporíjia (en ucraïnès: Запорізька oбласть o Запоріжщина) és una unitat administrativa al sud d'Ucraïna. Fou creada el 10 de gener de 1939 com a resultat de la divisió de la província de Dnipropetrovsk. Està situada al sud-est d'Ucraïna, cobreix principalment la part de la riba esquerra de la conca dels trams inferiors del riu Dniéper. El centre de la província (óblast) és la ciutat de Zaporíjia.
Al nord i al nord-oest limita amb la província de Dnipropetrovsk, a l'oest amb l'óblast de Kherson, al l'est amb l'óblast de Donetsk, al sud les seves costes són banyades pel mar d'Azov, la línia costanera de la qual dintre dels límits de la província supera 300 km. S'estén de nord a sud 208 km, d'oest a est 235 km.

## Geografia

### Superfície
El territori de la província ocupa 27,18 mil km², és a dir 4,5 % del territori d'Ucraïna.

### Relleu
La província de Zaporíjia es caracteritzada pel paisatge pla. Els sòls són predominantment de terra negra.
El coneixement del relleu de la província de Zaporíjia actualment té una importància especial degut al problema de la millora de l'estepa i el seu ús intensiu.
El territori de la província de Zaporíjia en general té una superfície plana, però es ressalten parts de terra amb elevació i descens, les quals amb les seves formes, origen i edat es diferencien una de l'altra.